# Romeo Castelen
Romeo Erwin Marius Castelen, född den 3 maj 1983 i Paramaribo, Surinam, är en nederländsk före detta fotbollsspelare (mittfältare). Han spelade mellan 2004 och 2007 för det nederländska landslaget.